# Касасека-де-лас-Чанас
Касасека-де-лас-Чанас (ісп. Casaseca de las Chanas) — муніципалітет в Іспанії, у складі автономної спільноти Кастилія-і-Леон, у провінції Самора. Населення — 420 осіб (2010).
Муніципалітет розташований на відстані близько 200 км на північний захід від Мадрида, 14 км на південь від Самори.

## Демографія
Динаміка населення (INE ):